# ハーツ・イン・ジ・エアー
「ハーツ・イン・ジ・エアー」（Hearts in the Air）は、スウェーデンの歌手エリック・サーデの5作目のシングル。

## 概要
エリックの共同制作者・J-Sonを迎えた楽曲。彼をフィーチャーした楽曲は複数あるものの、シングルタイトルになった曲はこの曲のみである(2013年8月現在)。
前作「ポピュラー」の世界的ヒットもあり、スウェーデンでは2位を記録するヒットとなった。

## 収録曲
1. ハーツ・イン・ジ・エアー feat. J-Son "Hearts in the Air" feat. J-Son